# Ijik Xajlel
Ijik Xajlel es un yacimiento arqueológico de la cultura maya ubicado al margen del río Usumacinta en el estado de Chiapas en México. Fue un asentamiento y puerto maya desarrollado entre el periodo clásico medio y tardío edificado en una ubicación geográfica estratégica con acceso a una playa donde el curso del agua es más bajo lo que facilitaba la navegación con canoas y el cruce hacia el otro lado del río y formaba parte de una ruta prehispánica que conectaba sitios a ambos lados de la Cuenca del Usumacinta. El sitio arqueológico de Ijik Xajlel se compone por alrededor de 10 estructuras y plataformas, también se han encontrados cerámicas con representaciones zoomorfas datadas en el periodo clásico tardío.

## Toponimia
El nombre de Ijik Xajlel viene del idioma ch’ol y significa “Piedra Negra” en referencia a un montículo natural de piedras de color oscuro sobre el río Usumacinta justo donde se encuentra ubicado el sitio arqueológico.

## Arqueología
En Ijik Xajlel se han encontrado al menos 10 estructuras y plataformas de piedra con dimensiones variadas, en su mayoría extensas, aunque el resto del sitio aún permanece enterrado y cubierto de vegetación. Las estructuras más grandes del sitio están edificadas siguiendo la orientación tradicional de las construcciones mayas del periodo clásico de la región de la Cuenca del Usumacinta mientras que seis estructuras menores están orientadas hacia el norte, en una de ellas se hizo el hallazgo de un malacate prehispánico de cerámica de estilo clásico tardío con la representación de un ave grabada encima.

## Historia
Ijik Xajlel fue un asentamiento prehispánico maya de la región de la cuenca del Usumacinta ocupado durante el periodo clásico de la civilización maya que por su ubicación a orillas del río Usumacinta tuvo un papel geopolítico significativo y se desarrolló principalmente como un puerto de cruce hacia el otro lado del río, el sitio fue edificado al margen del río en un tramo donde el curso del agua es más tranquilo lo que volvió más seguro el cabotaje para los navegantes mayas a diferencia de otros sitios cercanos al río que se encuentran en elevaciones naturales o cañones donde el curso del agua es más turbulento y rápido mostrando que sitios considerablemente menores a las grandes ciudades cercanas podían tener control sobre aspectos de la geografía de la región. La playa a la que tiene acceso el sitio estaba acondicionada como un desembarcadero de cayucos o canoas prehispánicas que eran utilizadas para navegar el río. Ijik Xajlel formaba junto al sitio arqueológico de Arroyo Jerusalén ubicado a 1 km al sur un camino prehispánico que conectaba sitios como La Mar y Budsilhá con Piedras Negras siendo estos los puertos para atravesar el Usumacinta, del otro lado del río frente a Ijik Xajlel se encuentra un cañón que conduce directamente hacia Piedras Negras siendo identificado como una de las principales rutas terrestres utilizadas durante el perido clásico para llegar a dicha ciudad.